# Brionplein
Brionplein est la place centrale de Willemstad, capitale de Curaçao.

## Typologie
La place porte le nom de l'amiral Luis Brión, un citoyen de Curaçao qui a beaucoup contribué à la lutte pour la libération de l'Amérique du Sud au XIXe siècle. La place accueille, en son centre, une statue de lui. Elle s'appelle également Awasá, qui vient de awa salu, qui signifie eau salée.

## Situation géographie
Il est situé à l'ouest de l'entrée de la baie. Sur le côté sud de la place se trouve le Musée du Fort Rif (actuellement un centre commercial avec des galeries, des magasins et des restaurants). Dans le coin sud-ouest se trouve un bâtiment colonial abritant le commissariat de police. Sur le côté ouest se trouve un hôtel, des magasins et derrière lui des bâtiments épiscopaux. Le côté nord de la place est bordé par l'hôtel-casino Otrabanda et une partie du Musée Kura Hulanda à l'ouest, la partie est de la place étant bordée par l'eau qui donne accès à la baie d'Anna.

## Concert
En 2008 s'est déroulé le Koninkrijksdag, une fête commémorant la signature du Statut du royaume des Pays-Bas le 15 décembre 1954 à Aruba, Curaçao, aux Pays-Bas continental et à Saint-Martin.